# Doc Yak's Wishes
Doc Yak's Wishes è un cortometraggio muto del 1914 diretto da Sidney Smith

## Produzione
Il film fu prodotto dalla Selig Polyscope Company.

## Distribuzione
Distribuito dalla General Film Company, il film - un cortometraggio d'animazione di 150 metri - uscì nelle sale cinematografiche statunitensi il 3 luglio 1914. Nelle proiezioni, veniva programmato con il sistema dello split reel, accorpato in un'unica bobina con un altro cortometraggio prodotto dalla Selig, la commedia Making Good with Her Family.